# Nigel Hawthorne
Sir Nigel Barnard Hawthorne OBE (n. 5 aprilie 1929 – d. 26 decembrie 2001) a fost un actor englez. El a câștigat Premiul BAFTA pentru cel mai bun actor și a fost nominalizat la Premiul Oscar pentru cel mai bun actor pentru rolul regelui George al III-lea în Nebunia Regelui George (1994). Mai târziu, el a câștigat premiul BAFTA TV Premiul pentru cel mai bun actor, pentru miniseria The Fragile Heart din 1996. A câștigat și premiile Olivier și Tony pentru teatru.

## Legături externe
- Nigel Hawthorne la Internet Movie Database
- en Nigel Hawthorne la Internet Broadway Database